# Muntel/Vliert
Muntel/Vliert é um bairro do município de 's-Hertogenbosch. Ele tem 1,21 quilômetros quadrados e 6 910  habitantes (2008).
O bairro é composto dos seguintes distritos:
1. De Muntel
2. De Vliert
3. Orthenpoort

Os distritos foram as primeiras extensões da cidade fortificada de 's-Hertogenbosch. O terreno onde foram feitas as construções, precisou ser elevado. Para isto, foi escavada uma área próxima para a retirada de areia. O local da extração deu origem ao lago IJzeren Vrouw (em português: Dama de Ferro), uma alusão à draga utilizada durante os trabalhos de extração de areia.